# Marietta Šaginjan
Marietta Sergeevna Šaginjan (in russo Мариэтта Сергеевна Шагинян?; Mosca, 21 marzo 1888 – Mosca, 20 marzo 1982) è stata una scrittrice sovietica.

## Biografia
Di origine armena, dopo la laurea in filosofia continuò i suoi studi in Germania, che fu costretta ad interrompere con l'avvento della prima guerra mondiale. Ispirata dal pensiero di Goethe, scrisse novelle, racconti brevi, opere teatrali e saggi letterari, filosofici e sociali. Insieme a suo marito Âkov Samsonovič Hačatrânc pubblicò alcuni studi sul folclore armeno, e fu autrice di diversi romanzi su Vladimir Lenin e sulla sua famiglia. Debuttò con la poesia simbolista Orientalia (1912), seguita dal suo primo romanzo Svoja sudba ("Il proprio destino") del 1918. Nel 1922 pubblicò Peremena ("Il cambiamento") e nel 1925-26 produsse la serie Mess-Mend, un romanzo del mistero incentrato sulla forte critica al capitalismo. Nel 1931 pubblicò Gidrocentral, opera realista socialista che descrive la realizzazione di una centrale elettrica in Armenia
Il suo stile è caratterizzato da una scrittura oggettiva e precisa, tuttavia, pur attenendosi allo stile realista, le sue trame si sviluppano similmente al genere narrativo. Nelle sue opere vi sono chiare influenze del realismo russo, nonché delle opere di Voltaire, Aleksandr Sergeevič Puškin e Wilkie Collins.